# Kapten Groggs underbara resa
Kapten Groggs underbara resa är en svensk animerad komedifilm från 1916 i regi av Victor Bergdahl. Filmen var den första i en serie filmer om Kapten Grogg.

## Om filmen
Filmen spelades in i Svenska Biografteaterns ateljéer på Lidingö utanför Stockholm och premiärvisades den 14 augusti 1916 på biograf Röda Kvarn i Stockholm som utfyllnadsfilm till Kärlek och journalistik. Filmen mottogs väl av kritikerna.

## Handling
Kapten Grogg och hans skeppsgosse Kalle lastar en segelbåt vid en brygga, där öl och brännvin är den viktigaste lasten. Efter en färd kliver de i land i en by och Grogg blir uppäten av ett lejon. Han tar sig dock ut ur lejonet genom att skära om magen med ett spjut. Grogg får därefter en fin befattning i byn och Kalle får prinsessans hand.